# شهریه
شهریه، ( پارسی افغانستان : فیس ) پولی است که مؤسسه‌های آموزشی برای آموزش یا دیگر خدمات دریافت می‌‌کنند. در برخی کشورها علاوه بر هزینه‌هایی که دولت (یا سازمان‌های دولتی) برای تأمین منابع مالی این مؤسسه‌ها می‌پردازند هزینه‌هایی نیز به صورت خصوصی (شهریه) پرداخت می‌شود.

## واژه‌شناسی
شهریه در اصل به معنی پرداخت ماهیانه است و از واژه عربی «شهر» به معنی «ماه» گرفته شده است.

## بر پایه مکان
در کشورهایی مثل آفریقای جنوبی و ایالات متحده و بریتانیا «سیاست شهریه بالا» وجود دارد، این شهریه به حدی بالاست که والدین نقش نگهبانی را در «برآورده کردن بخشی از هزینه تحصیلات عالیه فرزندان» بر عهده دارند. از این رو در چنین کشورهایی دانشجویان نمی‌توانند در دانشگاه‌هایی که وام دانشجویی یا بورسیه نمی‌دهند، وارد شوند.

## بر پایه مؤسسه
بیشتر دانشجویان یا خانوادۀ آن‌ها که شهریه و سایر هزینه‌های آموزشی را پرداخت می‌کنند تا مدت زمان تحصیل در مدرسه پس‌انداز کافی ندارند که شهریه را به طور کامل پرداخت کنند. بعضی از دانش‌آموزان مجبورند کار کنند یا قرض کنند تا بتوانند شهریه خود را در بیاورند. در ایالات متحده، به دانش‌آموزان کمک‌هزینه تحصیلی داده می‌شود.